# Ceratosolen praestans
Ceratosolen praestans är en stekelart som beskrevs av Wiebes 1963. Ceratosolen praestans ingår i släktet Ceratosolen och familjen fikonsteklar. Inga underarter finns listade i Catalogue of Life.